# Grisbæk
Grisbæk er en lille landsby i Sydvestjylland der ligger ca. 3 kilometer fra Vejrup by i Vejrup Sogn. Der er en rundhøj i Grisbæk.